# Рабен Штајнфелд
Рабен Штајнфелд (њем. Raben Steinfeld) општина је у њемачкој савезној држави Мекленбург-Западна Померанија. Једно је од 76 општинских средишта округа Пархим. Према процјени из 2010. у општини је живјело 1.100 становника. Посједује регионалну шифру (AGS) 13060063.

## Географски и демографски подаци
Рабен Штајнфелд се налази у савезној држави Мекленбург-Западна Померанија у округу Пархим. Општина се налази на надморској висини од 60 метара. Површина општине износи 9,6 km². У самом мјесту је, према процјени из 2010. године, живјело 1.100 становника. Просјечна густина становништва износи 115 становника/km².